# Изентаев, Жоллыбай Тангирберенович
Жоллыбай Тангирберенович Изентаев (каракалп. Jollıbay Izentaev; 28 февраля 1943, Кунград, Узбекская ССР — 21 марта 2009, Нукус, Узбекистан) — узбекистанский художник каракалпакского происхождения, получивший известность как автор флага и герба Республики Каракалпакстан, созданных на символике Узбекистана.

## Биография
Родился в 1943 году в Кунградском районе.
С детства проявил свой интерес и талант к живописи. Будучи учеником средней школы обучался у выдающегося скульптора Амана Атабаева.
С 1961 по 1966 года учился в Художественном училище им. Бенькова в Ташкенте. В 1966 году поступил на факультет станковой живописи Ташкентского театрально-художественного института имени Островского (ныне институт художеств и дизайна имени Бехзода).
С 1974 по 1979 годы работал в художественно-производственных мастерских в Нукусе.
В 1979 году был избран Председателем Союза художников Каракалпакстана.
В 1983 году стал лауреатом Государственной премии Республики Каракалпакстан имени Бердаха, а в 1992 году ему присвоили звание заслуженного деятеля искусств Каракалпакстана.
В 1997 году был академиком Академии художеств Узбекистана, а также председателем Каракалпакского отделения Академии художеств Узбекистана.
В 2000 году ему было присвоено звание Народного художника Узбекистана, а в 2013 году посмертно наградили Государственной премией Республики Узбекистан.
Скончался 21 марта 2009 года в городе Нукус.

## Работы
Автор многочисленных работ. Его известные произведения живописи — «Портрет рыбака», «Мальчик из аула», «Совхоз Юматова», «Осенний аул», «Бегжапская трагедия», «Женщины 1945-года» и «Солдатские письма». В своём творчестве стремился передать жизненную непосредственность, например, в портретах поэтов и художников, и изображение определённых образов в бытовом окружении.
Написал «Портрет Т. Жумамуратова» был выполнен в нескольких вариантах.
Также получил известность как автор герба Республики Каракалпакстан.

## Награды
- Государственная премия Республики Каракалпакстан имени Бердаха (1983).
- Заслуженный деятель искусств Каракалпакстана (1992).
- Народный художник Узбекистана (2000).
- Заслуженный работник культуры Узбекистана (посмертно) (2013).